# Brasileodactylus
Brasileodactylus (significa en gr. "dedo de Brasil") es el nombre asignado a los restos de un pterosaurio (reptil volador) de la zona inferior de la formación Santana del Aptiense (Cretácico Inferior) de Chapada do Araripe, Ceará, en Brasil. 
El género fue nombrado por el paleontólogo Alexander Wilhelm Armin Kellner en 1984. El nombre del género significa "pterosaurio (o literalmente, dedo [ala]do) de Brasil'. La especie tipo es Brasileodactylus araripensis. El nombre de la especie se refiere a la meseta de Araripe. El holotipo, MN 4804-V, es la parte frontal de la mandíbula. 
Restos luego referidos a Brasileodactylus incluyen el ejemplar SMNS 55414, una mandíbula, y MN 4797–V, el frente de un hocico y una mandíbula. Fósiles más completos son BSP 1991 I 27, un esqueleto fragmentario, y AMNH 24444, un cráneo de 429 milímetros de largo, con una mandíbula y el ala izquierda. Los últimos dos especímenes fueron asignados a Brasileodactylus sp. indet. por André Jacques Veldmeijer.
Kellner asignó inicialmente a Brasileodactylus a la familia Ornithocheiridae. En 1991 él cautelosamente lo cambió a un Pterodactyloidea incertae sedis. En 2000 Kellner afirmó que tenía una cercana afinidad a los Anhangueridae. David Unwin en 2001 consideró que formaba parte del género Anhanguera pero más tarde se retractó. Eberhard Frey en 2003 lo consideró como una especie de Coloborhynchus. En 2007 Unwin y David Martill sugirieron que Ludodactylus era un sinónimo más moderno de Brasileodactylus.
Brasileodactylus era un pterosaurio mediano con una envergadura de aproximadamente cuatro metros. Tenía un largo hocico aguzado y dientes cónicos que eran largos y delgados en el extremo frontal de las mandíbulas. A diferencia de otros pterosaurios brasileños no poseía cresta sobre el hocico o la mandíbula inferior pero pudo haber tenido una en la parte posterior del cráneo.